# Nokia Lumia 830
Nokia Lumia 830 - смартфон, разработанный Microsoft Mobile под брендом "Nokia" и работающий под управлением операционной системы Windows Phone 8.1 от Microsoft. Он был анонсирован 4 сентября 2014 года на Internationale Funkausstellung Berlin и выпущен в октябре 2014 года. Он является преемником модели 2012 года Nokia Lumia 820 и продвигается как "доступный флагман". .

## Аппаратное обеспечение
Lumia 830 имеет металлический корпус со съемной поликарбонатной задней панелью. Он доступен в нескольких цветах - белом, оранжевом, зеленом и черном..

### Внутреннее устройство
Lumia 830 оснащен Qualcomm Snapdragon 400 MSM8926 SoC с четырехъядерным ARM Cortex-A7 с частотой 1,2 ГГц. CPU и Qualcomm Adreno 305 GPU. Объем оперативной памяти составляет 1 ГБ, а встроенной - 16 ГБ; последняя может быть расширена с помощью карт MicroSD объемом до 128 ГБ.

### Дисплей
Lumia 830 оснащен 5,0 ″ (130 мм) IPS LCD дисплей с разрешением 1280x720 и соотношением сторон 16:9. Дисплей оснащен поляризационными фильтрами Nokia ClearBlack и защищен изогнутым Gorilla Glass. 3.

### Камера
Lumia 830 оснащен 10 MP тыловой камерой PureView, имеющей 1/3,4-дюймовый BSI сенсор с 1,12 μm пикселями и оптически стабилизированный 6-элементный объектив Carl Zeiss с диафрагмой f/2.2. Камера поддерживает съемку видео 1080p и дополнена светодиодной вспышкой и двухступенчатой кнопкой спуска затвора. Фронтальная камера оснащена 0,9 МП сенсором с широкоугольным объективом f/2.4 и поддерживает запись видео 720p.

### Связь
Lumia 830 поддерживает 4G технологию LTE с максимальной скоростью передачи данных 150 Мбит/с. Другие беспроводные возможности подключения включают двухдиапазонный Wi-Fi 802.11a/b/g/n, Wi-Fi hotspot, NFC, Bluetooth 4.0, и беспроводное проецирование изображения на экран через Miracast. Физические разъемы включают разъем Micro-USB 2.0 для зарядки и передачи данных, а также 3,5 мм аудиоразъем.

### Прочее
Lumia 830 поддерживает беспроводную индуктивную зарядку по стандарту Qi. Версия AT&T дополнительно поддерживает стандарт PMA..
Lumia 830 оснащен различными датчиками, включая датчик приближения, датчик внешней освещенности, магнитометр, гироскоп и акселерометр, а также Motion Data на основе трекер активности. трекер активности на базе технологии Qualcomm SensorCore. Из-за ограничений чипсета, он не поддерживает пассивную голосовую активацию для цифрового помощника Cortana. .
Lumia 830 поддерживает запись видео в формате Dolby Digital Plus и воспроизводит объемный звук 5.1 с помощью специальных микрофонов. 
Телефон также способен декодировать контент в формате 5.1 Dolby Digital и воспроизводить его через виртуальный объемный звук. Для стереоконтента телефон может преобразовывать его в виртуальный 5.1 с помощью функции Dolby Digital Plus для воспроизведения звука через HRTF.

## Программное обеспечение
Lumia 830 поставляется с операционной системой Windows Phone 8.1 от Microsoft в сочетании с Lumia Denim.
Новое приложение Lumia Camera в обновлении прошивки Denim добавляет поддержку Rich Capture (HDR), DNG захвата и Moment Capture (извлечение высококачественных 2 MP снимков из 1080p видео).
Lumia 830 может быть обновлена до Windows 10 Mobile..

## Прием
Lumia 830 получил от смешанных до положительных отзывов. Большинство критиков высоко оценили дизайн, качество сборки и работу камеры, а также наличие нескольких высококлассных функций по цене среднего класса. С другой стороны, многие рецензенты нашли недостатки в производительности чипсета, разрешении дисплея и общей экосистеме приложений Windows Phone (по сравнению с Android и iOS). Некоторые обзоры обратили внимание на то, что Lumia 830 станет последним смартфоном под брендом Nokia, а будущие модели будут выпускаться под брендом Microsoft Mobile.
Engadget поставил Lumia 830 оценку 80/100, назвав заднюю камеру "впечатляющей", похвалив премиальный дизайн и солидное время автономной работы, но при этом раскритиковав производительность в играх с интенсивной графикой и пробелы в экосистеме приложений, особенно для сервисов Google. Редактор Филипп Палермо завершил обзор, написав: "... в целом, жизнь с 830-м была довольно приятной. Это телефон Icon(ic), который срезает большинство правильных углов.".
Ли Белл из The Inquirer описал Lumia 830 как предлагающую многие из тех же функций, что и более дорогая Lumia 930, но при этом более компактную, похвалил наличие нескольких цветов и назвал дисплей "самым впечатляющим, который мы видели на устройствах Nokia Lumia". В более позднем обзоре, написанном Аластером Стивенсоном, высоко оценивается впечатляющая камера, а также корпоративные и производительные функции, но при этом критикуется производительность Internet Explorer и отсутствие "многих приложений, на которые некоторые пользователи будут полагаться для личного использования". .
Бретт Хауз из AnandTech назвал Lumia 830 "одним из лучших телефонов Nokia, выпущенных в 2014 году", похвалив дизайн и эргономику, но отметив, что производительность не соответствует названию "доступный флагман". В заключение обзора говорится следующее: "Сочетание металлической полосы, тонкого корпуса, небольшого веса, приличного дисплея и достойной камеры делает телефон очень хорошим за адекватную цену", но также отмечается, что во многих регионах телефон стоит дороже, чем должен..
Иван Петков из GSMArena.com отметил дизайн и качество сборки телефона как положительные моменты, и не нашел серьезных проблем с производительностью, заявив, что операционная система работает "плавно, без каких-либо лагов". Новые функции, добавленные в Windows Phone 8.1 Update 1 и обновление прошивки Lumia Denim, также получили высокую оценку, а главным недостатком было названо наличие Android-телефонов среднего класса, которые предлагают сравнимые или лучшие характеристики по той же или более низкой цене..
Энди Вандервелл из Trusted Reviews поставил Lumia 830 оценку 8/10, отметив, что по дизайну она выгодно отличается от более дорогой Lumia 930, и похвалив возможности камеры в условиях низкой освещенности. В качестве недостатка была вновь отмечена низкая производительность в некоторых играх, а телефон был признан "бесполезным в качестве автомобильного навигатора" из-за расположения кнопок и разъема Micro-USB..
Ник Хили из CNET дал телефону благоприятный отзыв, назвав камеру, дизайн и общую ценность положительными моментами и сказав, что "Lumia 830 делает свою династию гордой". Основные критические замечания касались дисплея 720p и привлекательности или отсутствия таковой экосистемы Windows Phone..
Business Insider UK поставил Lumia 830 на 15 место в списке лучших смартфонов..